# Biserica Greacă din București
Biserica Greacă din București, cu hramul „Buna Vestire”, este situată pe Bulevardul Pache Protopopescu nr. 1, în vecinătatea Ambasadei Republicii Elene. Clădirea este un exemplu de arhitectură neoclasică, cu elementele specifice Greciei. 
Coloanele sale aduc mai mult cu monumentele din Atena, iar interiorul său este tipic ortodox, cu un altar situat în partea anterioară a bisericii, restul spațiului fiind ocupat de enoriași. 

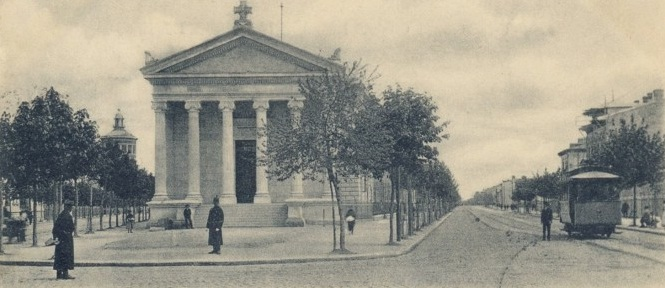
Fotografie veche

Biserica a fost construită între anii 1893-1900 de guvernul grec prin reprezentanța diplomatică a Greciei în România. Din punct de vedere canonic depindea de Patriarhia Ecumenică de Constantinopol și a fost încadrată cu preoți greci. Ultimul slujitor al ei a fost Constantin Moraitakis, licențiat al facultății de teologie de la Chișinău, preot la Biserica Greacă din Chișinău până în 1936, apoi, până în 1948 la București, când a fost expulzat și biserica închisă.
Oficierea primului serviciu divin în biserică grecească din București după 1948 a avut loc la 6 ianuarie 1966, după tratative îndelungate între Grecia și România. 

## Galerie de imagini

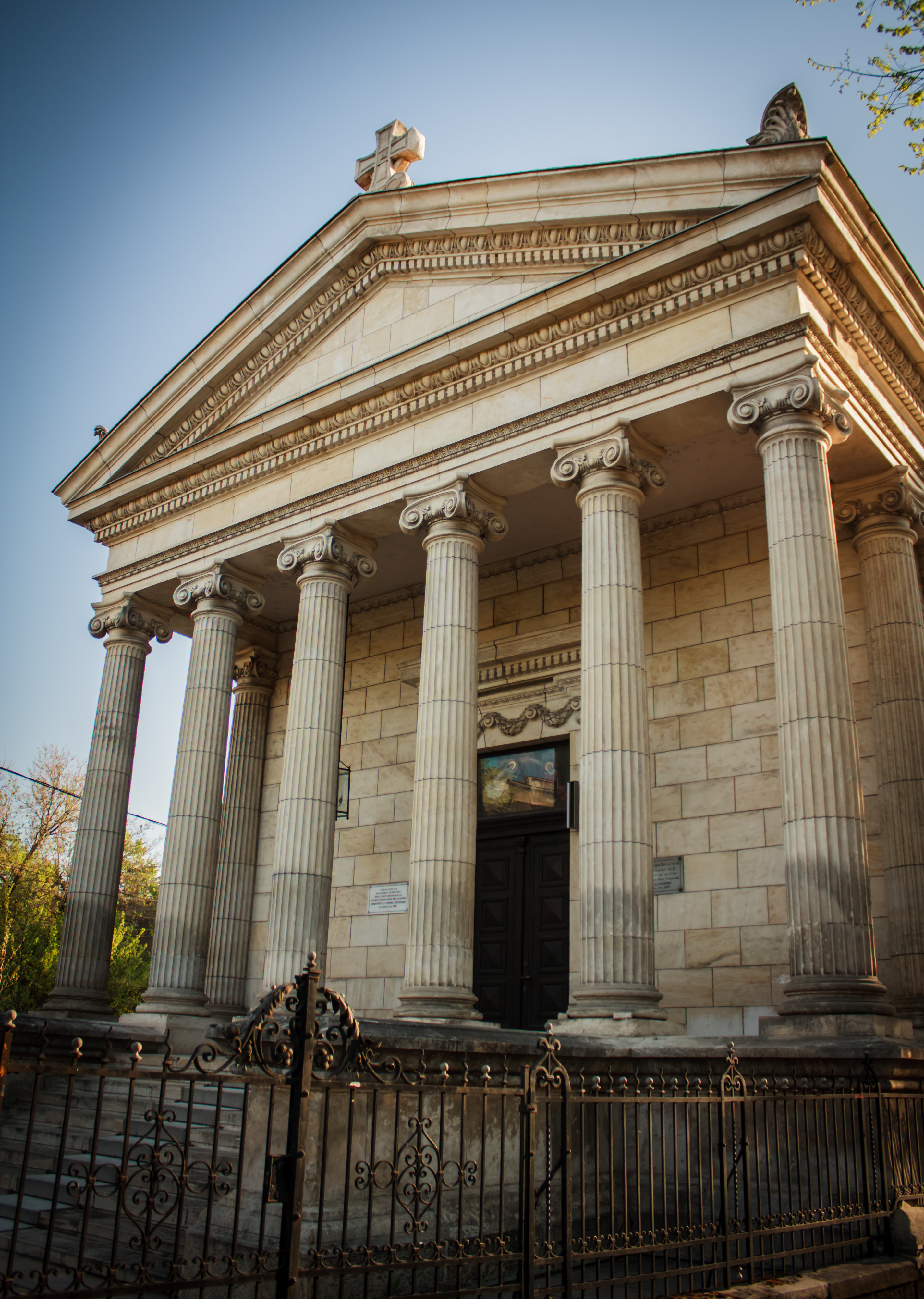
Porticul în hexastil cu coloane ionice al bisericii
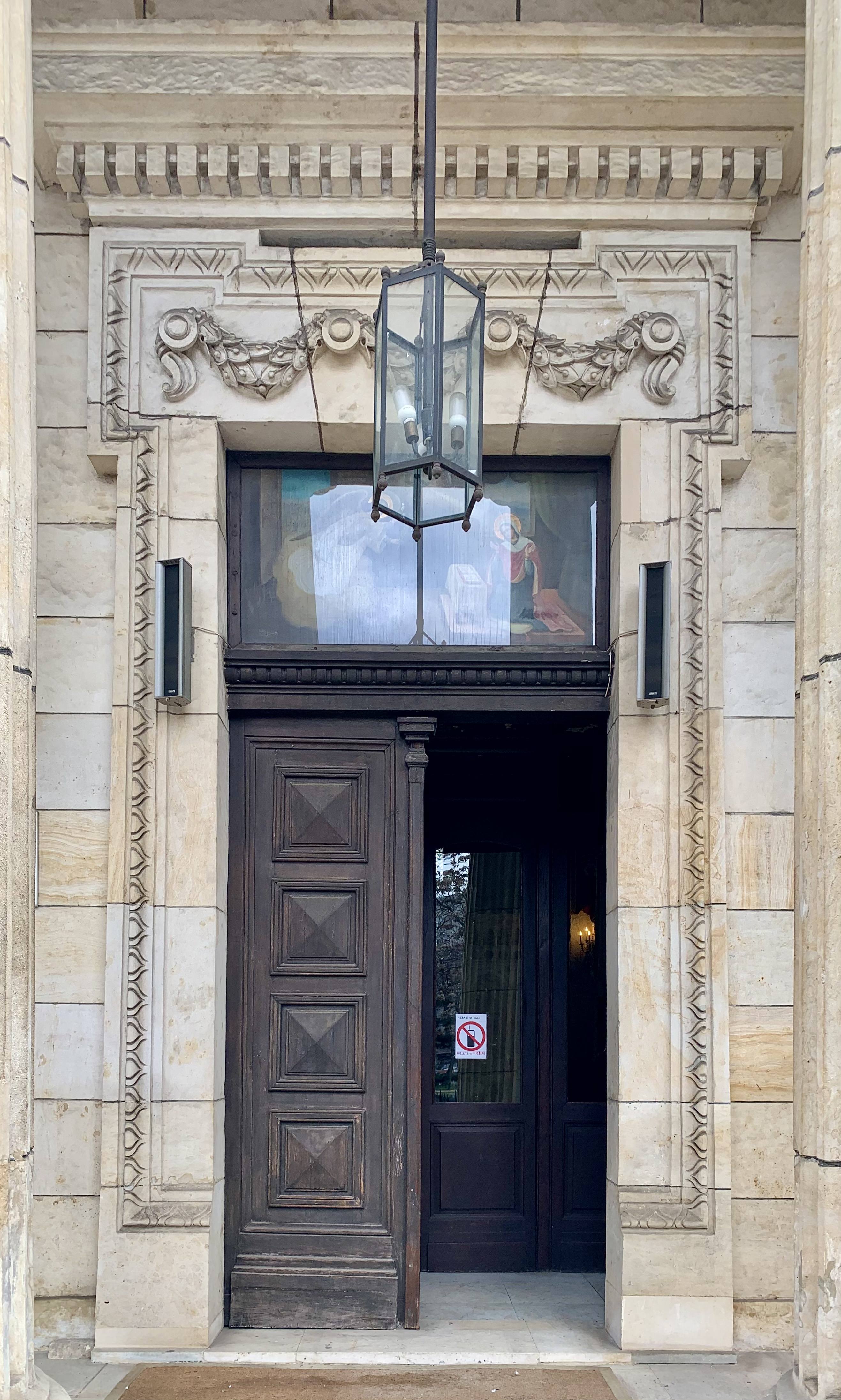
Intrarea, cu trei festoane în relief deasupra
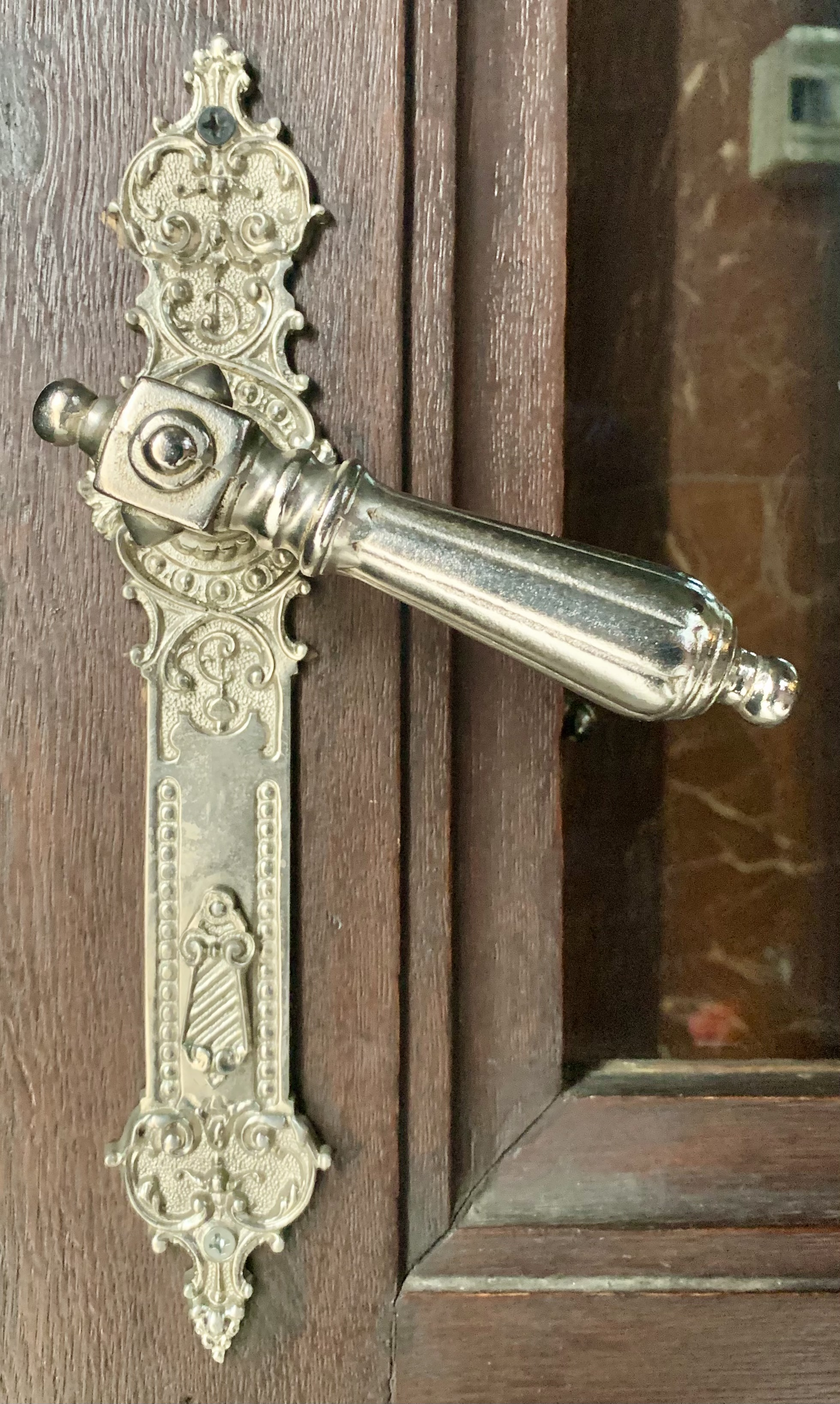
Clanța ușii
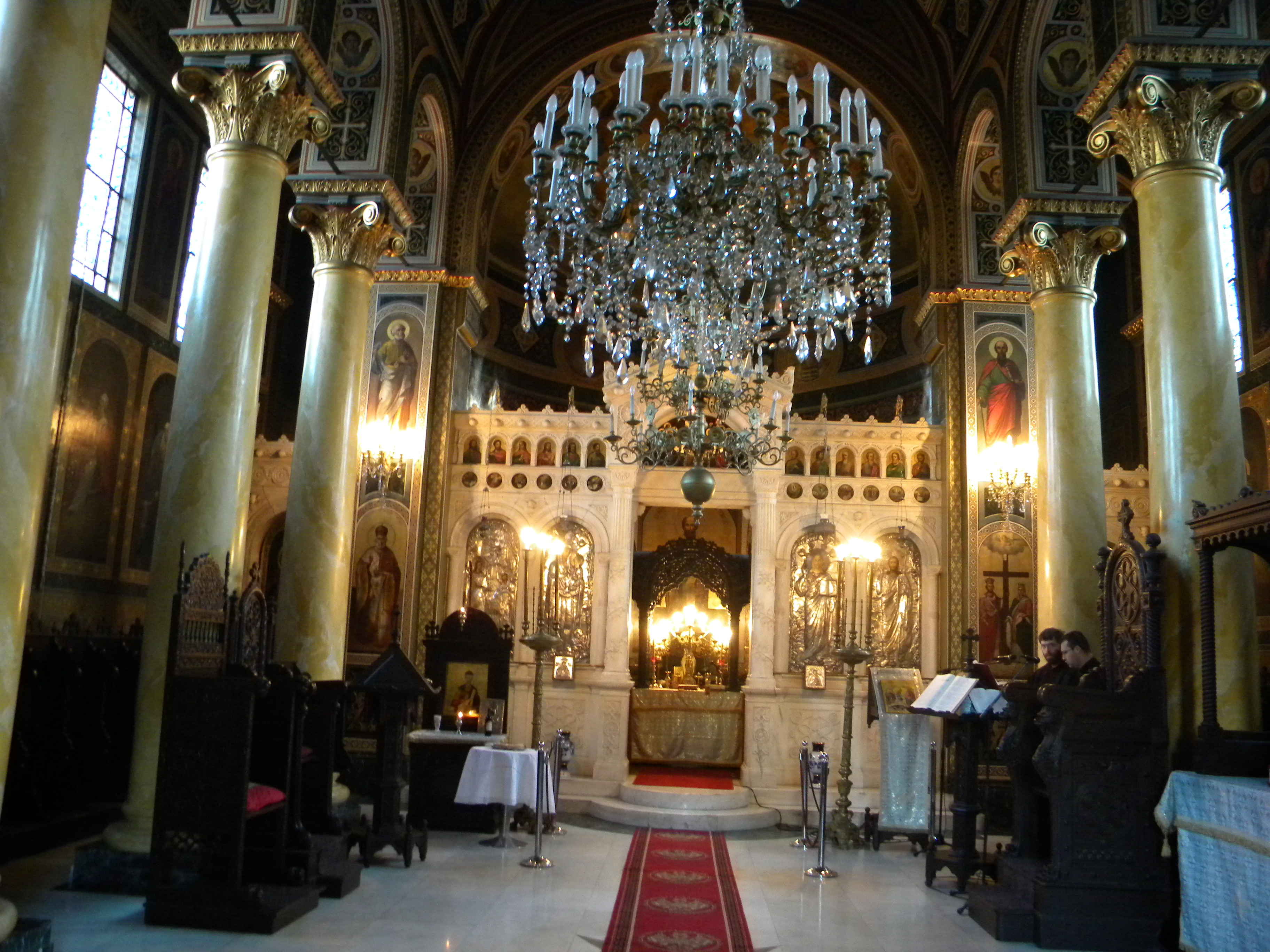
Interiorul bisericii, cu coloane corintice și un altar neobizantin
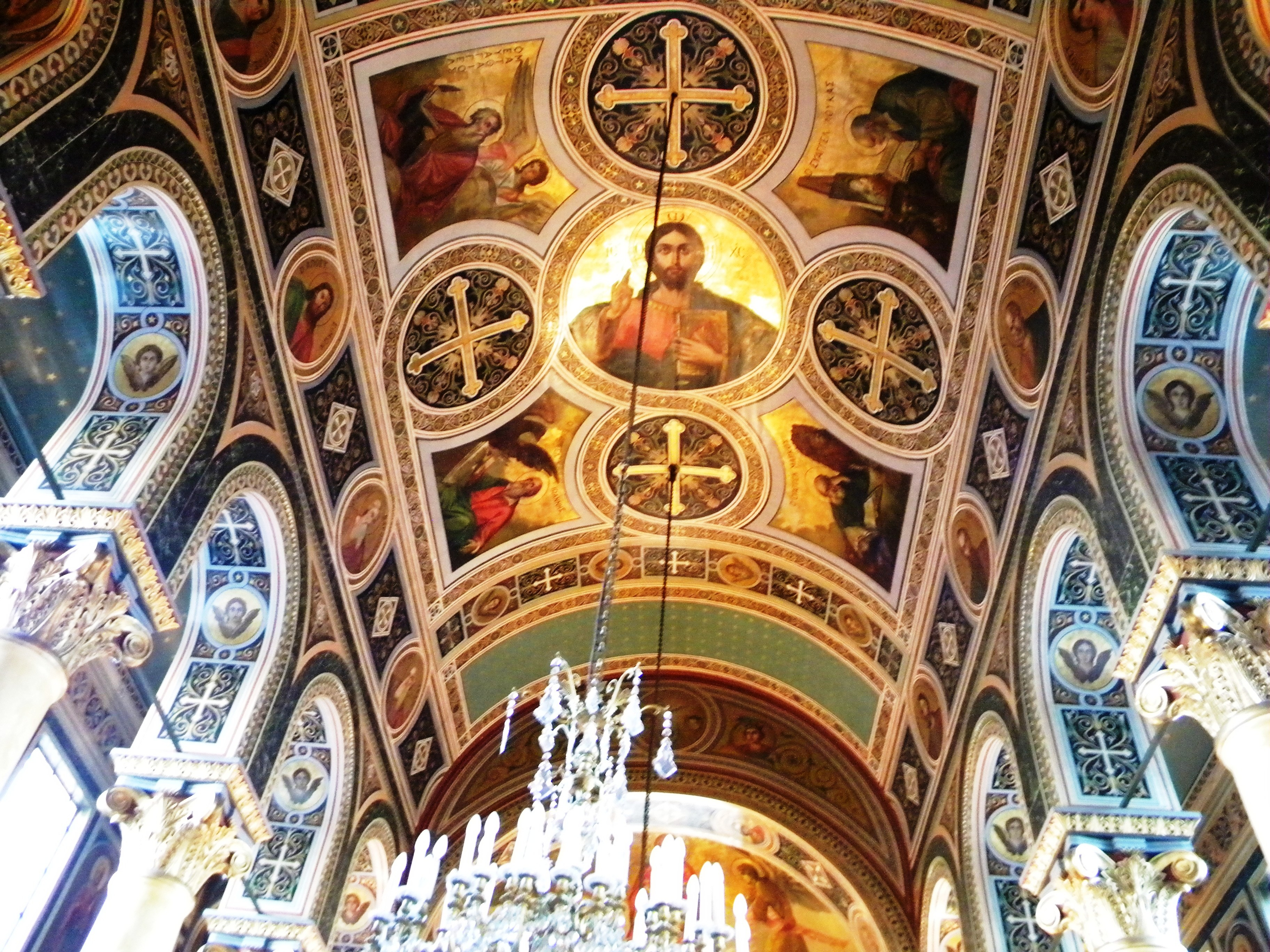
Tavanul bisericii
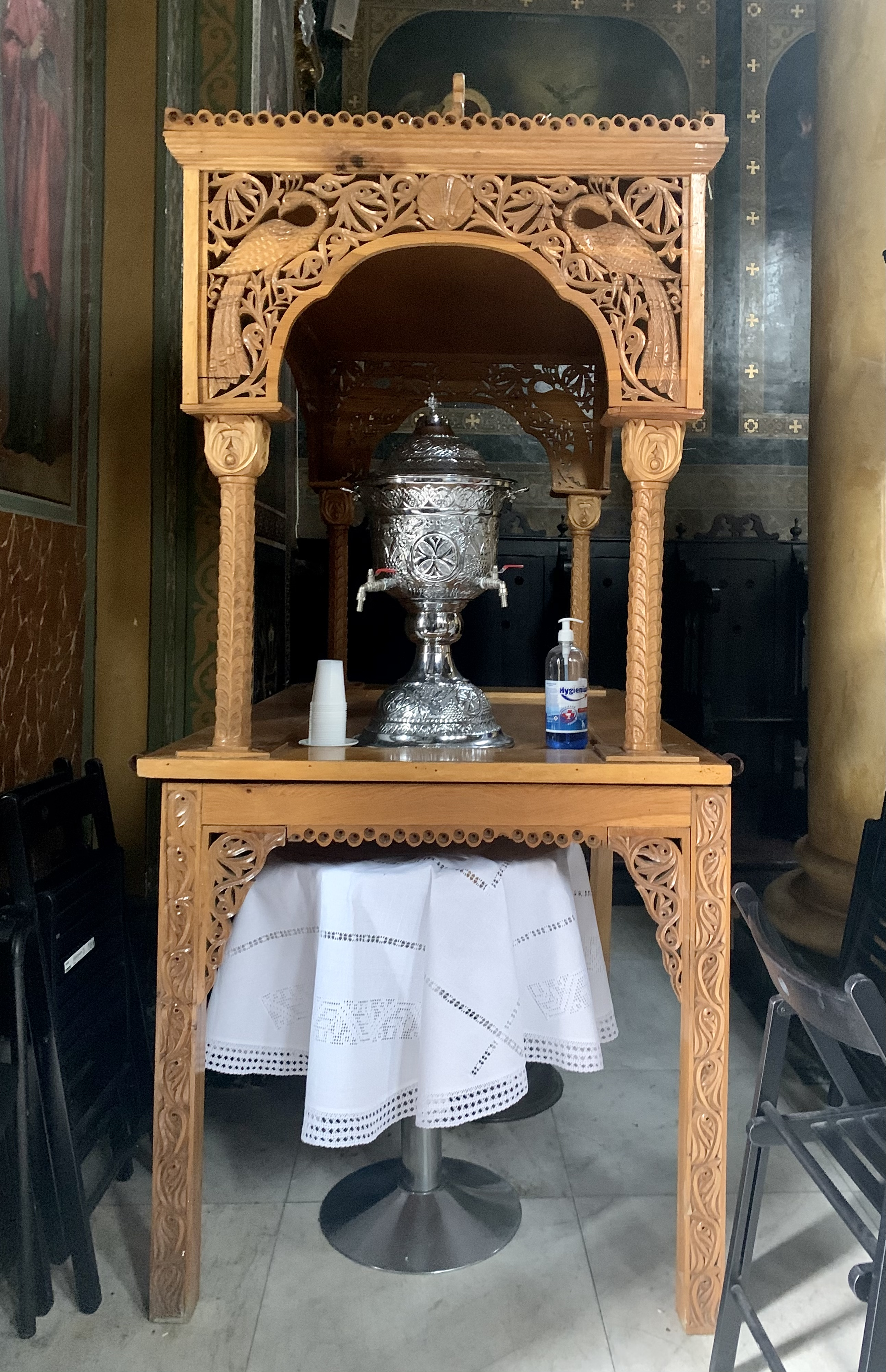
Mobilă neobizantină înauntru